# نانا سینو
نانا سینو (انگلیسی: Nana Seino؛ زادهٔ ۱۴ اکتبر ۱۹۹۴) بازیگر اهل ژاپن است.